# Airbourne
Airbourne este o formație australiană de muzică rock, înființată în Warrnambool, Australia, în 2003. Trupa a fost înființată de către solistul și chitaristul Joel O'Keeffe, și fratele său, baterist, Ryan O'Keeffe, iar mai târziu, s-a alăturat și basistul Justin Street. Fiind o trupă modernă, trupa este încadrată la stilul hard rock/heavy metal cu estetică clasică.